# Aquilon (réacteur)
Pour les articles homonymes, voir Aquilon.
Aquilon est une pile atomique expérimentale de faible puissance (100 Watts) entrée en divergence au centre CEA de Saclay le 11 août 1956, et mise à l'arrêt définitif en 1967. C’est la troisième pile atomique expérimentale à fonctionner en France, après la pile Zoé qui démarra en 1947 au Fort de Châtillon et la pile EL2 en 1952 à Saclay. Quant au réacteur nucléaire G1, il divergea en janvier 1956 à Marcoule.  
Aquilon est une maquette critique destinée à la qualification des réacteurs pour la Propulsion_nucléaire_navale. En effet, les physiciens du Commissariat à l’énergie atomique souhaitaient développer au plus vite un type de réacteur apte à propulser les sous-marins nucléaires français.
Aquilon permit d'étudier et de mettre au point les réseaux d'uranium et d'eau lourde, ou d’uranium enrichi et d’eau légère. Il s'agissait à l'époque de déterminer les dimensions optimales des barres d’uranium et leur équidistance.
Les mesures de réactivité nucléaire et des études de réseaux effectuées sur Aquilon ont permis d'améliorer la connaissance des données nucléaires pour la filière des réacteurs à eau lourde.